# 17-11-70
17-11-70 är det första livealbumet av Elton John. Albumet spelades in live i radio den 17 november 1970 och Elton John spelade tretton låtar. Sex låtar finns med på albumet och en sjunde (Amoreena) finns med på ett bonusspår på 1996 års utgåva av albumet. De övriga låtarna var: "I Need You to Turn To", Your Song", "Country Comfort", "Border Song", "Indian Sunset" och "My Father's Gun".

## Låtlista
Alla låtar är skrivna av Elton John och Bernie Taupin

### Sida 1
1. "Take Me to the Pilot" - 6:43
2. "Honky Tonk Women" (Mick Jagger/Keith Richards) - 4:09
3. "Sixty Years On" - 8:05
4. "Can I Put You On" - 6:38

### Sida 2
1. "Bad Side Of The Moon" - 4:30
2. "Medley" - 18:20

- "Burn Down the Mission"
- "My Baby Left Me" (Arthur Crundup)
- "Get Back" (John Lennon/Paul McCartney)